# Nemzetiségi színházi kollokvium Romániában
Nemzetiségi színházi kollokvium Romániában (1978-1994)– a romániai magyar, német és jiddis nyelvű hivatásos együtteseknek az eredeti terv szerint kétévenként sorra kerülő sepsiszentgyörgyi seregszemléje.

## Története
Az ország területi-közigazgatási átszervezését, a tartományok – köztük a Magyar Autonóm Tartomány – megszüntetését és a sok vitára alkalmat adó megyésítést követően a hatalom is szükségét érezte valamiféle engesztelő gesztusnak, ennek jegyében született meg 1978-ban az I. kollokvium. A hat magyar színházon, ill. tagozaton és a marosvásárhelyi Szentgyörgyi István Színművészeti Főiskolán kívül a nagyszebeni és a temesvári német színház, valamint a bukaresti Zsidó Színház vett részt a rendezvénysorozat megkezdésén. Utóbb egy-két félhivatásos népszínházi együttest is meghívtak, s a bukaresti élvonalbeli román társulatok egyike-másika is megtisztelte részvételével a találkozót.
Román, magyar, német és zsidó írókból, színházi szakemberekből, kritikusokból összeállított versenybizottság osztotta ki – többnyire gondosan egyensúlyozva – a legjobb előadást, a legjobb rendezést, díszletet és jelmezt, a legjobb férfi- és női alakítást, a legjobb epizódszerepet jutalmazó díjakat. A bizottság elnöke rendszerint magyar író volt, az I. kollokviumon Huszár Sándor, A Hét főszerkesztője, az 1980-as II. kollokviumon Domokos Géza, a Kriterion Könyvkiadó igazgatója.
A további rendezvények sora megszakadt, részben anyagi nehézségekre való hivatkozással, egy időn túl pedig mindenfajta hivatkozás nélkül. Csak 1992-ben került sor a III. nemzetiségi színháztalálkozóra, immár nemcsak romániai, hanem csehszlovákiai, kárpát-ukrajnai és jugoszláviai magyar és más nemzetiségű társulatok részvételével. Az előadások a modern drámairodalom és színjátszás szélesebb skáláját mutatták fel. A bírálóbizottság, melynek elnöke Kántor Lajos, a Korunk főszerkesztője volt, szintén kiegészült magyarországi kritikusokkal, színházi szakemberekkel, s a díjak is jelentősen növekedtek a magyarországi és a világ különböző tájain élő támogatóknak köszönhetően. Felvetődött a kollokvium jellegének, célkitűzéseinek közelebbi meghatározása, a sajátos feladatok pontosabb megfogalmazása, figyelembe véve, hogy a magyarországi Kisvárdán hasonló rendezvénysorozat indult, a Határon Túli Magyar Színházak Fesztiválja évről évre.
Az 1994-re tervezett IV. kollokvium megrendezésére adminisztratív nehézségek miatt már nem került sor.